# Yanagawa Shigenobu
En aquest nom japonès, el cognom és Yanagawa.

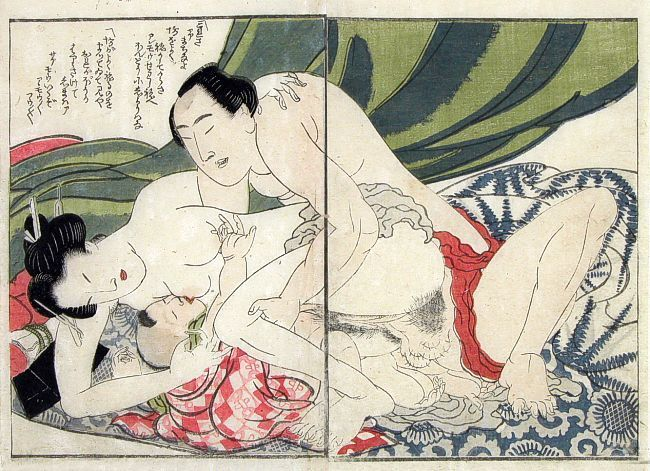
Xilografia a doble pàgina d'un llibre shunga il·lustrat de Yanagawa Shigenobu. Mida: chubon; Tinta de color sobre paper; ca.1820; Col·lecció privada

Yanagawa Shigenobu (柳川 重信, 1787–1832) va ser un pintor japonès de l'estil ukiyo-e. Va estar en actiu a Edo des del període Bunka en endavant; el seu període a Osaka va durar del 1822 al 1825. A Edo, va residir al districte de Honjo Yanagawa-chô. Va ser el primer deixeble, després gendre i finalment fill adoptiu del mestre gravador d'Edo Katsushika Hokusai. Va dissenyar llibres il·lustrats, gravats i surimono. A Osaka, va treballar amb el dotat tallador i estampador Tani Seiko.
Shigenobu es va centrar en els temes teatrals, però alguns dels seus millors treballs inclouen una sèrie de gravats oban de luxe que representaven geisha en la desfilada Shinmachi Nerimono d'Osaka, i aproximadament 30 magnífics surimono sobre diferents temes (com a mínim 18 en col·laboració amb el Grup Grua Tsuru-ren de poetes kyôka), amb tacs de fusta tallats i estampats per Seiko.
Entre els seus deixebles hi havia Kuninao; Shigeharu; Yanagawa Nobusada (Yokinobu); Shigemasa i Shigemitsu.

## Vegeu també

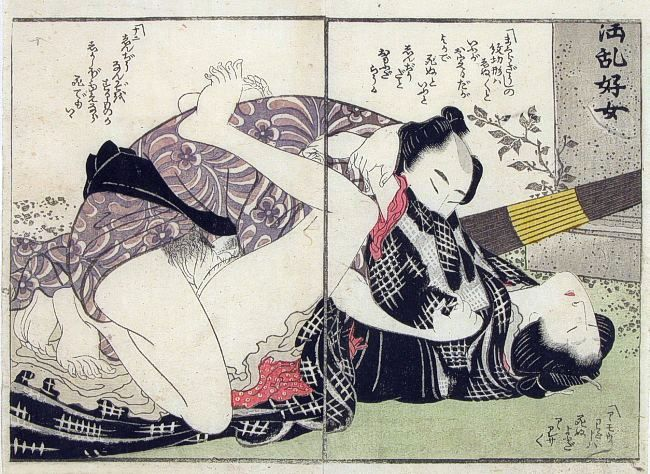
Xilografia a doble pàgina d'un llibre shunga il·lustrat de Yanagawa Shigenobu. Mida: chubon; Tinta de color sobre paper; ca.1820; Col·lecció privada